# 能源使用產品生態化設計指令
能源使用產品生態化設計指令（Directive of Eco-design Requirements of Energy-using Products，2005/32/EC），簡稱EuP指令，是歐盟執委會（European Commision，EC）為達到向生產者推廣「整合性產品政策」（Integrate Product Policy，IPP）之訴求而提出的指令架構。歐盟鼓勵生產者在他們的整個產品生命週期對環境的衝擊設計產品，以提升能源使用產品之環境績效為主，包括：減少能源需求、提高能源效率，採用更優勢的法規等。

## 適用對象
「能源使用產品」（EuP），意指一件產品，當其產品進入銷售市場和/或進行使用時，需靠能量供給（如：電力、化石燃料和再生能源）才達成其預定的功能，或是一件用於產生、轉換和量測這種能量的產品，包括依靠能量輸入並擬裝配到該指令所涵蓋的一件EuP上的零件，它們也可作為最終使用者提供個別零組件進入銷售市場和/或進行使用，並且其環境績效可以個別地予以評估。
原則上，有關能源使用的產品均需要涵蓋其中，但人員及貨運之運輸交通工具除外。能源使用的產品之部件（parts），亦會被考量規範於其中。

## 發展進程
- 歐盟於2005年7月6日議會確認建立一架構（framework）形式的指令，以規範未來法令在能源使用產品的實施方法。
- 歐盟於2005年7月22日官方期刊（Official Journal of the EU）中，正式公告「2005/32/EC號指令」。
- EuP指令於2005年8月11日正式生效。
- 歐盟各會員國應於2007年8月11日完成國內立法，以確保EuP指令得以有效運作。

## 參看
- 廢電子電機設備指令（WEEE）
- 危害性物質限制指令（RoHS）